# Minards Bay
Minards Bay (do 28 sierpnia 1974 Minard Bay) – zatoka (ang. bay) jeziora Kejimkujik Lake w kanadyjskiej prowincji Nowa Szkocja, w hrabstwie Queens; nazwa Minard Bay urzędowo zatwierdzona 17 grudnia 1931.